# Agripinina kuća
Agripinina kuća, arheološki lokalitet u Puli smješten jednim dijelom u današnjoj poslovnici OTP banke te dvorišnom prostoru kojeg zatvaraju zgrade u Ulici Sergijevaca i Usponu sv. Franje Asiškog. Na tom je prostoru postojala austrijska stambena zgrada srušena tijekom bombardiranja Pule 1944. godine.
Arheološko istraživanje provedeno na prostoru od 550 metara četvornih u razdoblju od prosinca 1987. do srpnja 1988. godine rezultiralo je pronađenim ostacima keramike koji se datiraju u rasponu od 6. st. pr. Kr. do 6. st. po. Kr. te ostacima građevina iz razdoblja antike do kasne antike. Arheološki lokalitet zorno prikazuje život antičke Pule, a sa sigurnošću se mogu izdvojiti četiri faze gradnje antičkih i kasnoantičkih objekata. U prvoj fazi gradnje vidljivi su zidovi i kanali za odvodnju oborinskih voda. Temelji zidova položeni su na živu stijenu koja je poravnata i čini plato, a građeni su od kamena lomljenca. Građevina je najvjerojatnije izgorjela u požaru s obzirom na prisutnost pepela na lokalitetu.
Republikanskom gradnjom prve faze isplanirane su probojem glavne prometnice (decumanus) antičke Pule koja je bila smještena jednim dijelom iza današnjih zgrada na sjevernoj strani Foruma. Ulica je bila popločena velikim kamenim pločama sa žlijebom za otjecanje oborinskih voda. Datacija ove najstarije faze gradnje je 2. polovica 1. st. pr. Kr. Druga faza gradnje nalazi se jugozapadno od glavne ulice ovog djela antičke Pule. Prostor (prezentiran u poslovnici OTP banke) popločen je mramornim pločicama raznih boja u heksagonalnom rasporedu. Na zidovima prostorije sačuvani su dijelovi obloge od bijelog mramora s profiliranim letvicama. U ovom prostoru pronađena je i mramorna glava žene, Agripine Mlađe koja se datira krajem prve polovice 1. st. po. Kr. U trećoj fazi gradnje na ovom arheološkom lokalitetu nalazi se višedijelna građevina koja je bila južno otvorena prema portikumu Foruma. Građevina se svojom četvrtastom nišom proširila preko kamenog popločenja ulice, sačuvana su dva ulomka glatkih stupova te zid vrlo čvrste gradnje koji se naslonio na ugao četverokutne građevine izgrađene u drugoj fazi gradnje na ovom lokalitetu. U posljednjoj, četvrtoj fazi gradnje koja se datira u rani srednji vijek naišlo se na tzv. Agripininu sobu. Prostor je pregrađen velikim kamenim blokovima - arhitektonskim dekoracijama, a pronađeni su ulomci vijenca, pilastar parapeta s reljefom glave Meduze te dva dijela carske skulpture. Prostor koji nazivamo Agripinina kuća, nalazi se na rubnom jugoistočnom dijelu forumske zone, otvoren je prema gradskom trgu a ukrašen je štukaturom, mramorom i višebojnim freskama. Na postolju zidanom od cigle i obloženom mramorom pronađen je portret carice Agripine Mlađe. Pretpostavka je da je za vrijeme vladavine cara Klaudija, jedna od taberni u unutarnjoj strani portikata pulskog Foruma preuređena kao sacellum ili prostorija carskog kulta. U njoj su građani antičke Pule odavali počast tj. obavljali su se obredi poštovanja Klaudija i njegove obitelji - supruge Agrippine i posinka Nerona. Jedan dio arheološkog lokaliteta spretno je ukomponiran u poslovnicu OTP banke i tako trajno zaštićen. Drugi zauzima dvorišni prostor okolnih zgrada i zoran je primjer prezentacije i valorizacije antičke Pule.

## Više informacija
- Povijest Pule